# Rhyacophila depressa
Rhyacophila depressa là một loài Trichoptera trong họ Rhyacophilidae. Chúng phân bố ở miền Cổ bắc.